# Eva Schloss
Eva Schloss, nata Geiringer, MBE (Vienna, 11 maggio 1929), è una ex deportata e scrittrice ebrea austriaca, figliastra di Otto Frank e, di conseguenza, sorella acquisita di Margot e Anna Frank.

## Biografia

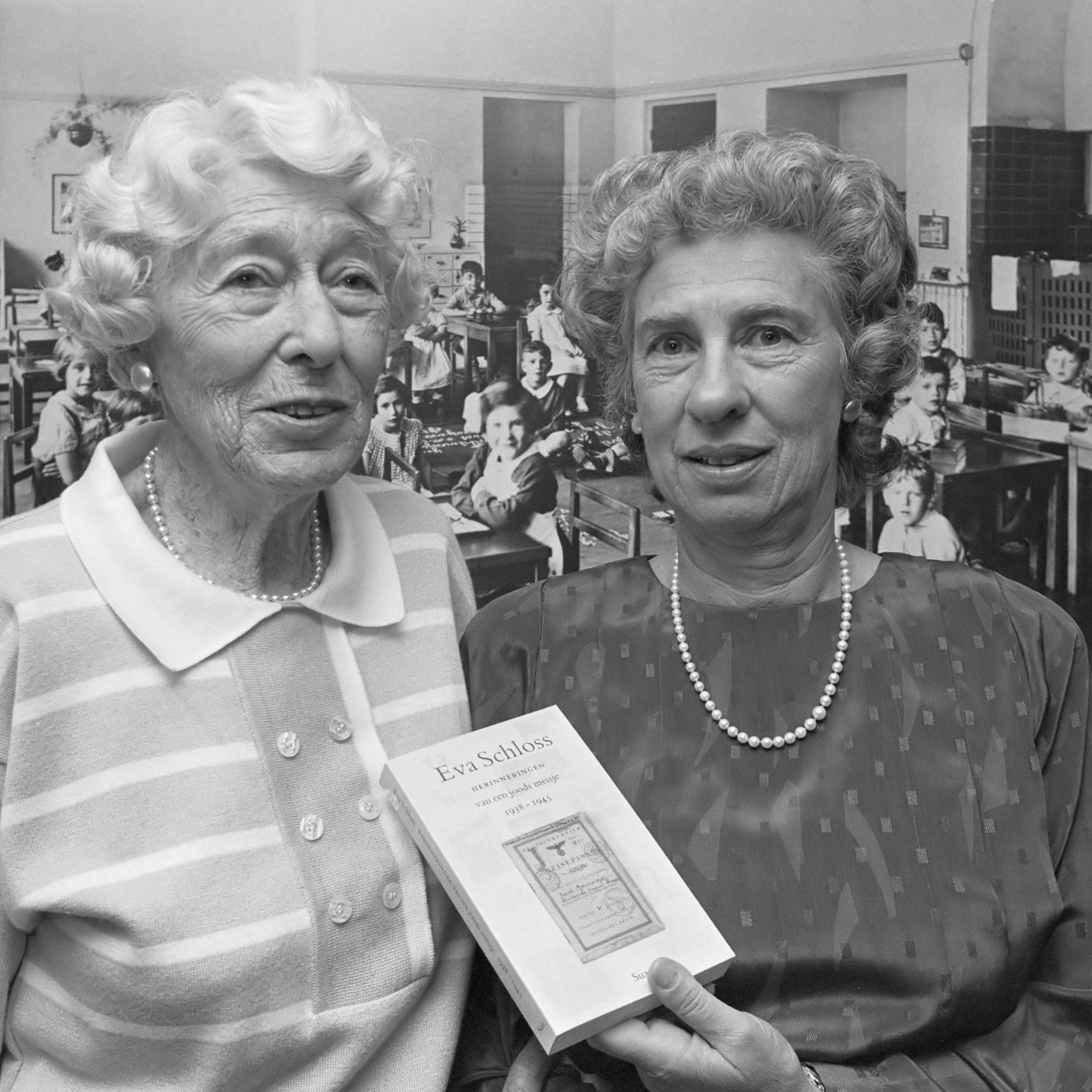
Elfriede Geiringer e Eva Schloss (1989)

Poco dopo l'Anschluss nel 1938, la famiglia Geiringer, di origine ebraica, tentò di sfuggire alla persecuzione nazista trasferendosi dapprima in Belgio e quindi nei Paesi Bassi. Nel maggio del 1944 i componenti della famiglia, a causa di una delazione, vennero catturati dalla Gestapo e portati nel campo di concentramento di Auschwitz-Birkenau. Suo padre e suo fratello non sopravvissero alla prigionia mentre lei e sua madre furono liberate dall'Armata rossa il 27 gennaio 1945. Ritornate ad Amsterdam Eva riprese la scuola e studiò storia dell'arte all'università di Amsterdam. Nel novembre del 1953 sua madre Elfriede Geiringer (nata Markovits) (1905–1998) sposò Otto Frank, il padre di Anna e Margot Frank, che erano entrambe morte a Bergen-Belsen nel 1945.  
Da anni Eva Schloss  è molto attiva come testimone vivente dell'Olocausto, tenendo conferenze e raccontando la sua esperienza soprattutto all'interno delle scuole  Per questo suo lavoro, la Northumbria University in Inghilterra le ha conferito un dottorato honoris causa nel 2001
Eva Schloss è cofondatrice dell'Anne Frank Trust UK. Il drammaturgo James Still descrisse l'esperienza di persecuzione e prigionia di Eva Schloss nel testo And Then They Came for Me.
Schloss ha avuto tre figlie e vive attualmente a Londra con suo marito Zvi.

## Opere
- Sopravvissuta ad Auschwitz. La vera e drammatica storia della sorella di Anna Frank, Newton Compton, 2015.
- After Auschwitz: A Story of Heartbreak and Survival by the Stepsister of Anne Frank, Hodder & Stoughton, 2014.
- The Promise, Penguin Books Ltd, 2006.
- Eva's Story, William B. Eerdmans Publishing Company, 1999.